# Indi Taluk
Indi Taluk är ett underdistrikt i Indien.   Det ligger i delstaten Karnataka, i den sydvästra delen av landet, 1 300 km söder om huvudstaden New Delhi.